# (11606) Almary
(11606) Almary ist ein Asteroid des Hauptgürtels, der am 19. Oktober 1995 vom US-amerikanischen Astronomen David J. Tholen am Mauna-Kea-Observatorium (IAU-Code 568) der University of Hawaii at Manoa auf dem Mauna Kea auf Hawaii entdeckt wurde.
Der Name des Asteroiden setzt sich aus den Vornamen der Eltern des Entdeckers, Alfred und Mary, zusammen und wurde am 24. Juli 2002 benannt.